# Maturino da Firenze

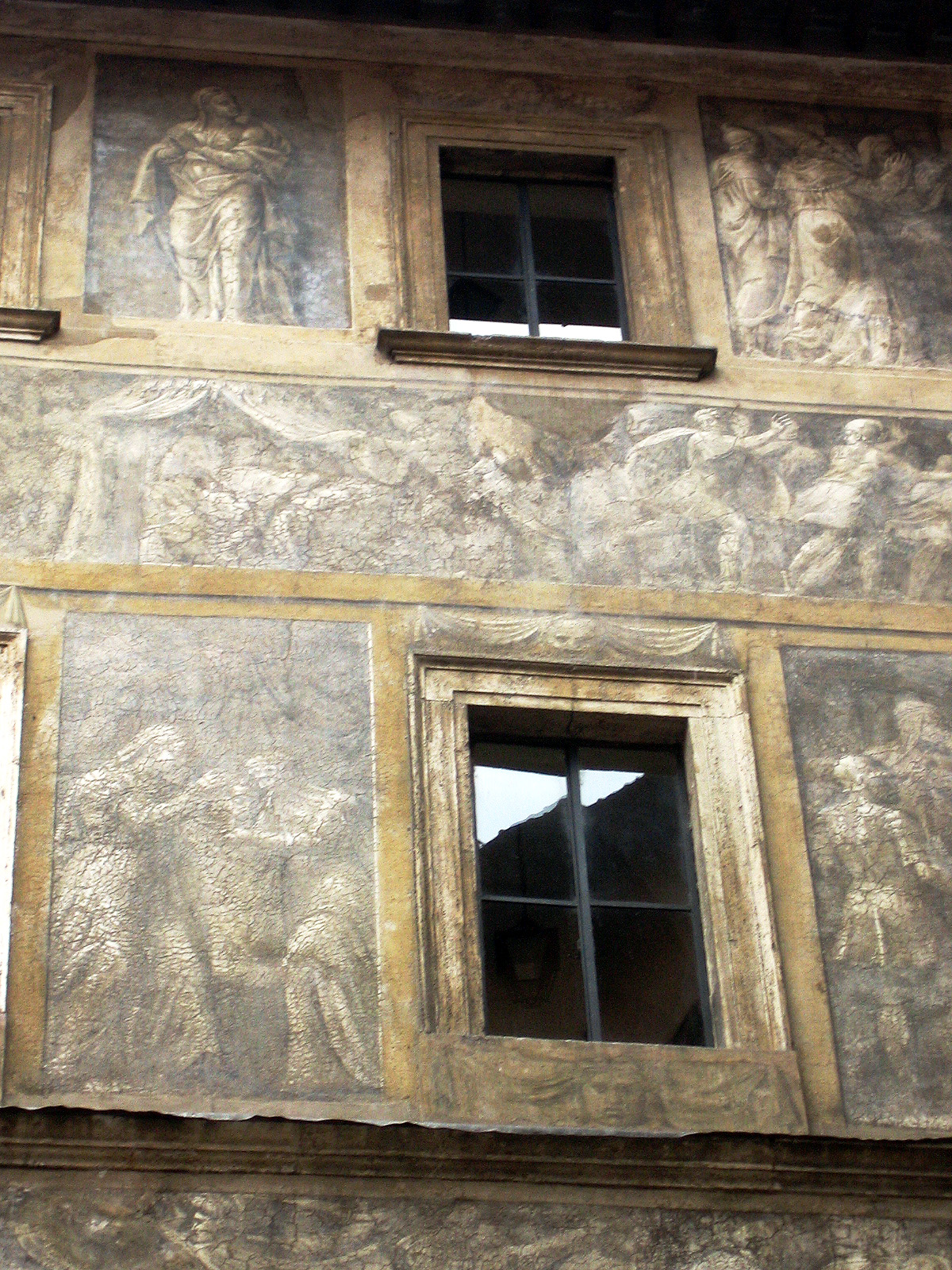
Fachada en grisalla decorada por Maturino y Polidoro da Caravaggio, Roma.

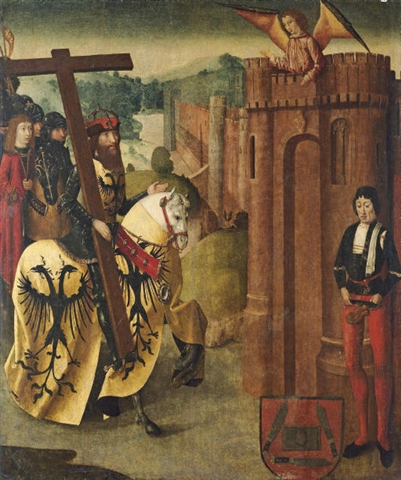
Jerusalén niega la entrada al emperador Heraclio portando la Vera Cruz

Maturino da Firenze o Maturino Fiorentino (Florencia, 1490 - Roma, 1528), fue un pintor renacentista italiano.

## Datos biográficos
La personalidad artística y biografía de Maturino todavía no han sido reconstruidas convincentemente. Casi todos los datos de su vida provienen de la Vida de Polidoro da Caravaggio y Maturino Fiorentino, pintores que Vasari incluyó en sus Vite. Según este relato, Maturino y Polidoro se conocieron cuando trabajaban bajo la dirección de Giovanni da Udine en la decoración de las logias del Palacio Apostólico Vaticano. Maturino se había distinguido ya como un excelente dibujante de antigüedades. Ambos jóvenes artistas trabaron amistad que se tradujo en una sociedad artística que perduró hasta la muerte de Maturino.
Ambos artistas se especializaron en la decoración de fachadas con pinturas monocromas ilustradas con temas de la Antigüedad clásica. Por su propia naturaleza, muy pocos de estos trabajos han sobrevivido hasta nuestros días. Maturino también fue el colaborador preferido por Polidoro en los diversos ciclos decorativos acometidos por él. El mejor ejemplo se encuentra en la Capilla de Fra Martino Fetti en San Silvestro al Quirinale, en Roma. El grado de importancia de la participación de Maturino en dichos trabajos todavía no ha podido ser establecido completamente.
La mayoría de las fuentes afirman que Maturino falleció en Roma víctima de la peste en 1528, aunque algunas versiones sitúan su muerte durante el Saco de Roma de 1527.